# Concepción Lebrero
Concepción Lebrero   (Toro, 24 de juliol de 1937) nom artístic de María de la Concepción Lebrero Baena és pianista, organista, docent i compositora.

## Biografia
Es va iniciar des de ben petita als estudis musicals i amb 10 anys va guanyar el primer premi de piano al Conservatori de Salamanca. Als 13 anys va acabar la carrera de piano a Madrid. En finalitzar la carrera de piano, va continuar la seva formació a Madrid, on va cursar els estudis de virtuosisme del piano amb José Cubiles, harmonia amb Jesús Arámbarri, contrapunt i fuga amb Francisco Calés, acompanyament i transposició del piano amb Gerardo Gombau, orgue amb Jesús Guridi i composició amb Cristóbal Halffter. També va ser alumna de Miguel Berdión, que juntament amb altres alumnas, era presentada a concerts organitzats a Zamora, Salamanca i Valladolid.
Va ser precisament a Valladolid on Concepción Lebrero va debutar com a solista quan tenia 16 anys. El recital va tenir lloc el 15 de Setembre de 1952 al cine Barrueco de Valladolid. En aquest concert va interpretar i estrenar una obra escrita pel seu profesor a l'època, Miguel Berdión, que es diu Concierto de Leipzig, es tracta d'un homenatge a Johann Sebastian Bach. Després del concert va rebre molt bones critiques per part de la premsa: 
| «                                                         | "La excelente postura de mano, articulación de muñeca y digitación rápida y limpia." | » |
| — Ángel Bariego Lahuerta, Crítica en El norte de Castilla |                                                                                      |   |

Lebrero ha estat professora de molts músics, tant de piano com de teoria musical, i cal destacar que va ser professora dels fills de Narciso Yepes.
En el disc Músicas de España y América hi ha un comentari de Narciso Yepes sobre ella: 
| «                                                                                    | Concepción Lebrero es una excepcional compositora española, pianista y profesora. Ella ha sido quien ha asumido el relevo en la educación musical de mis hijos durante mis ausencias. Muchas veces, a lo largo de tantos años, le pedí que compusiese algo para mí y nunca accedió, con la excusa de no conocer los recursos de la guitarra. Componía cantatas, oratorios, obras para orquesta y piano, voz y piano, pero nunca nada para guitarra. A los pocos días de morir nuestro hijo menor Juan de la Cruz, a quien ella había enseñado música desde muy pequeño y a quien quería entrañablemente, Concepción me entregó esta obra “Remembranza de Juan de la Cruz” y me dijo escuetamente: “La he escrito de un tirón pensando en Juan, como si me la hubiese dictado él. Haz lo que quieras con ella, no sé siquiera si se podrá tocar en la guitarra”. Desde la primera nota me sentí sobrecogido. Los movimientos: Soñando, Despertando, Cantando, Tocando la guitarra, Arriesgando, Pensando y Ascendiendo, son una pincelada interior de los dieciocho años terrenales de nuestro hijo, desde sus primeros pasos en la vida y en la música atravesando el riesgo gratuito de la adolescencia hasta llegar a la plenitud de la verdadera Vida. He puesto mi guitarra y mi amor al servicio de esta obra, porque no sólo es arte, es también un mensaje de intemporal belleza | » |
| — Narciso Yepes, Músicas de España y América (LP), Madrid, 1989., pàg. Cara A, nº 4. | |   |

Més endavant, Concepción Lebrero comenta el següent sobre la seva tasca compositiva per a guitarra i l'obra Remembranza de Juan de la Cruz: 
| «                                                                                        | … lamento muchísimo no tener ninguna otra obra para guitarra que “Remembranza de Juan de la Cruz”, pues – como corrobora Narciso Yepes – nunca me creí capacitada para escribir para ese instrumento al no tener suficientes conocimientos técnicos. Es más, la obra “Remembranza…” es sólo un boceto que tuve la intención de ampliar, pero el gran Narciso prefirió dejarla tal y como él la interpretó | » |
| — Concepción Lebrero, (Carta a Claudio Ferrer). Pozuelo de Alarcón (Madrid), 14-12-2009. | |   |

## Premis
Va guanyar el premi Luque en virtuosisme de piano i el premi Jesús Guridi en orgue. En l’àmbit compositiu va guanyar el primer premi al Concurs Internacional d’orgue d’Àvila en la doble modalitat d'interpretació i composició, i una menció honorífica a la Setmana de Música religiosa de Cuenca. També ha estat finalista al 5è Premi de música sacra Fernando Rielo. A més, vàries de les seves obres han estat enregistrades per RTVE i per a artistes com Narciso Yepes.

## Obres
Té un ampli catàleg compositiu, on destaca la música per a nens, cicles per a veu i piano, obres corals amb acompanyament de piano o orquestra, obres pianístiques i organístiques, cantates i un oratori. També destaca la seva obra religiosa. Va rebre encàrregs del Centre per a la Difusió de la Música Contemporània i de la Setmana de Música Religiosa de Cuenca, on va ser la quarta dona en compondre una obra per encàrrec d'aquesta organització (Cantata para la paz).

### Llistat d'obres
- Remembranza de Juan De la Cruz - Guitarra
- Preludio de octavas al Mi B
- Toccata de octavas al Si B
- Esquisses
- Ofertorio
- Missa (Santa Maria Reina, Inmaculada, San José, Santa Clara, Santísima Trinidad, Virgen del Milagro)
- Aclama al señor tierra entera
- Ven espiritu divino
- Bendición a Santa Clara
- Canto a la Asunción de Maria
- Cantata por la paz
- La dama y la muerte
- Padre nuestro
- Credo - cor i orquestra
- Credo - cor i orgue
- Antifonias y salmos - Cor a 2 veus i orgue
- Plegaria
- Amar
- Tarde del tropico
- Panorama
- Cancion
- Viste triste sol
- Falaz primavera
- Cantilena
- Letrilla
- Muere la vida
- Soneto
- Los suspiros
- Las Ondas
- Que es poesia
- Misa fácil
- Yo se que mi redentor vive
- Pueblo mio
- La madre piadosa estaba
- Ave Maria
- Bendición a San Francisco
- Oh Dios que te alaben los pueblos
- Envias tu aliento y los creas
- El señor ama a su pueblo
- Dichosos los que esperan en el señor
- Aclamad juntos al señor
- Nueva colección de cantos religiosos
- Colección San Francisco
- Cantata in principio erat verbum[4]